# Z 1300
Les Z 1300 forment une série de 50 automotrices électriques de banlieue de l'Administration des chemins de fer de l'État, mises en service en 1924 et retirées du service en 1978. Elles constituent les rames dites « de 3e série ». Avec les Z 1400 et les Z 1500, elles étaient surnommées les « Standards ». Elles desservaient les lignes de l'ouest de Paris.

## Description
Les Z 1300 sont des éléments à deux caisses courtes (19,92 m) afin de desservir des quais en courbe sans créer d'importantes lacunes mais larges (2,95 m) dont la structure forme un « caisson-poutre ». Elles étaient équipées d'autocoupleurs Boirault aux extrémités et à vis entre caisses.  Chaque rame était composée d'une remorque et d'une motrice, les deux prenant des voyageurs.  
La capacité était de 58 places assises de 2e classe dans la motrice ; celle-ci était également dotée d'un compartiment fourgon. La remorque était, quant à elle, dotée de 28 places assises de 1re classe dans un compartiment fermé et de 44 places assises de 2e classe. Les deux caisses étaient équipées d'une cabine de conduite à leurs extrémités, celle de la remorque étant de taille plus petite que celle de la motrice.
La puissance à leur construction était de 660 ch, portée à 760 ch lorsque la tension au troisième rail fut portée de 650 à 750 V. L'accélération dont elles étaient capables était de 0,60 m/s2, et leur vitesse maximale était à leur mise en service de 70 km/h, portée ensuite à 80 km/h. La masse de la motrice est de 58 t et de 37,5 t pour la remorque.
Les 50 motrices ZB 23061 à 23110 sont associées aux remorques 1/2ZAB 23401 à 23450, l'ensemble formant les rames Z 23061 à 23110. Huit rames sont réaménagées pour préparer l'arrivée de la 4e série, dite aussi « 3e série modifiée ». 
Elles sont renumérotées en 1950 :
- ZBD 1301 à 1340 avec les remorques ZRABx 11301 à 11345 pour la série d'origine,
- ZABD 1401 à 1408 avec les remorques ZRABx 11401 à 11430 pour la série modifiée (ce qui suppose des livraisons complémentaires). L'ensemble forme donc les rames Z 1301 à 1340 pour la série d'origine, et Z 1401 à 1408 pour les rames modifiées.

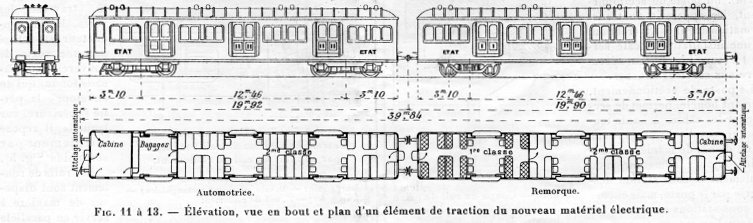
Automotrice « Standard », 1924

## Histoire et carrière
Premières rames de type standard mises en service, elles ont été commandées par l'Administration des chemins de fer de l'État à hauteur de 50 motrices et 75 remorques, les remorques restantes étant réutilisées pour les rames de la 4e série. 
Les 50 motrices sont toutes construites par la société lorraine des anciens établissements De Dietrich et Cie et l'équipement électrique est fourni par Thomson.
Les 75 remorques sont réalisées par :
- les Ateliers de construction du Nord de la France (30 remorques) ;
- la compagnie industrielle de matériel de transport (35 remorques) ;
- les Établissements de l'Horme et de la Buire (10 remorques).

Livrées à partir d'octobre 1923, les premières rames construites (23061 à 23088), sont affectées à leur mise en service au dépôt de Champ de Mars afin d'être utilisées sur la ligne de Invalides, entre la gare des Invalides, celle de Meudon-Val-Fleury (terminus des omnibus) et celle de Versailles Rive Gauche (terminus des semi-directs). Ces rames seront mutées au dépôt de Bois-Colombes en avril 1924 où les rames suivantes seront directement affectées à leur sortie d'usine. 
Affectées d'abord aux courts trajets de proche banlieue entre Paris-St-Lazare et Bois-Colombes, entre Paris-Saint-Lazare et Bécon-les-Bruyères et à la desserte de la partie ouest de la ligne de Petite Ceinture, dite ligne d'Auteuil entre la gare de Pont-Cardinet et la gare d'Auteuil-Boulogne, les 23062, 23063, 23073, 23101, 23105, 23109 et 23110 sont mutées au dépôt du Champ de Mars pour servir sur la ligne des Invalides en compagnie des rames de la 4e série, ainsi que sur la ligne d'Auteuil, les rames rejoignant la ligne d'Auteuil à vide par le raccordement de Boulainvilliers. Elles sont réaménagées et détachées définitivement du parc des rames de la 3e série, faisant tomber leur effectif à 42 rames.
Dès son électrification par troisième rail, la relation entre Bois-Colombes et Argenteuil est parcourue par les éléments toujours affectés au dépôt de Bois-Colombes, assurant les trains de Paris-Saint-Lazare à Argenteuil et de Paris-Saint-Lazare à la gare du Stade. 
Lors de la nationalisation de 1938, le parc, appartenant jusqu'ici à l'État, est cédé à la Société nationale des chemins de fer français (SNCF). Celle-ci modifie la livrée du matériel, le toit blanc devenant gris foncé.
Lors de la Seconde Guerre mondiale, la réduction de la desserte et les interruptions de trafic sur certaines lignes, dues aux nombreux bombardements et sabotages, provoque une forte réduction de l'activité des rames, lesquelles seront aussi victimes des bombardements, cas des Z 23064 et 23099, détruites dans un bombardement de la gare de Bécon-les-Bruyères en 1943, réduisant à nouveau l'effectif de la série à 40 rames.
En 1950, les rames sont renumérotées (voir plus haut) et deviennent les Z 1301 à 1340. Les rames réaménagées et affectées au Champ de Mars deviennent les Z 1401 à 1408. 
Le 3 octobre 1950, la Z 1320 est mutée du dépôt de Bois-Colombes au dépôt de Chambéry et renumérotée Z 9055 puis Z 6004.
Entre 1949 et 1958, toutes les rames passent en grande révision générale (opération mi-vie ou OPMV) à l'atelier de La Folie. La livrée des rames sortant d'OPMV est modifiée, avec ajout de deux bandes jaunes sur les extrémités. L'intérieur change aussi, avec application de tons jaune clair. 
Les Z 1307 et 1330 rejoignent les Z 1400 au dépôt de Champ de Mars en novembre 1961.
Le rayon d'action des Z 1300 commence à diminuer en 1965, lorsqu'elles ne circulent plus sur la ligne d'Auteuil, remplacées par les rames de la 4e et de la 5e série. Ce départ est finalement compensé en 1966 par la reprise aux Z 1200 dites rames de 2e série de la desserte de la ligne des Moulineaux (Puteaux – Issy-Plaine). Mais leur rayon d'action recommence vite à diminuer à cause de la réélectrification en caténaire 25 000 V des lignes de la banlieue de Paris-Saint-Lazare. Elles doivent alors se limiter aux trains de Paris-Saint-Lazare à Bois-Colombes ou Bécon-les-Bruyères, ce qui provoque le garage d'une partie du parc. En 1968, la fermeture du dépôt de Bois-Colombes provoque la mutation au dépôt de Saint-Lazare-Levallois de l'intégralité du parc. À partir d'octobre 1972, elles assurent de manière temporaire des trains de Paris-Saint-Lazare à Nanterre-Université à la suite de la reprise par la Régie autonome des transports parisiens (RATP) de la ligne de Nanterre à Saint-Germain-en-Laye pour la mise en service de la branche de Saint-Germain-en-Laye de la ligne A du RER d'Île-de-France. 
En 1973, les premières radiations commencent avec les Z 1301-1303, 1317, 1319, 1323, 1328, 1329 et 1333 ainsi que les Z 1403 et 1405.
En 1975, la perte de la courte liaison de Paris-Saint-Lazare à Bois-Colombes provoque la radiation des Z 1306, 1308, 1310 et 1315. Les Z 1406 et 1407 sont également radiées. 
Toutes les autres rames seront radiées entre 1976 en 1978.

## Rames particulières
La rame Z 1325 est celle ayant parcouru le plus de kilomètres durant sa carrière, soit 3 024 089 km. 
La rame Z 1320, a été mutée au dépôt de Chambéry le 3 octobre 1950 pour servir d'engin d'essais pour l'électrification en 20 000 V. Elle sera équipée pour fonctionner sous caténaire 20 000 V (courant alternatif). Elle est renumérotée Z 9055 et roulera en régime omnibus sur les lignes Annecy – Aix-les-bains et Annecy – La Roche-sur-Foron, puis Annemasse en testant divers équipements comme les diodes en silicium ou le premier redresseur sec contrôlé. Renumérotée Z 6004, elle sera radiée en 1973. 

## Modélisme
Les Z 1300 ont été reproduites à l'échelle HO par l'artisan Apocopa, sous forme de transkit à monter (caisse en résine à monter sur un châssis de son choix).